# 陳祗
陳 祗（ちん し）は、中国三国時代の蜀漢の政治家。字は奉宗。豫州汝南郡の人。父方の祖は陳蕃。母方の叔祖父（祖父の弟）は許靖。子は陳粲・陳裕ら。『三国志』に独立した伝はなく、董允伝に付伝されている。費禕の死後、北伐の為不在の姜維に代わり蜀漢の国政を取り仕切り、劉禅に深く寵愛された。

## 略歴
彼は幼少の頃に両親ら家族を亡くしたため、母方の叔祖父に引き取られてその家で成長した。20歳で名を知られるようになり、昇進を重ねて選曹郎までになった。厳粛で威厳もある容姿をしており、多芸多才で天文・暦・占いなどにも通じていた。
費禕にその性格と才能を高く評価され、延熙9年（246年）に董允が死去すると、費禕の推挙により後任の侍中に抜擢された。その後、延熙14年（251年）に呂乂が死去すると尚書令に昇進し、鎮軍将軍となった。
のち皇帝劉禅の寵愛を受ける、寵臣となった。
延熙16年（253年）正月、国政の中心であった費禕が魏の降将の郭循によって暗殺された。陳祗の上席である姜維は、軍事のため外地にあることが多く、留守がちであった。このため費禕亡き後は、陳祗が劉禅を補佐し蜀の国政にあたった。陳祗は上にあっては劉禅の意思を受け、下にあっては宦官を付き合い、深く信愛されていたためその権力は姜維より強かった。
龐宏（龐統の嫡子）は率直な性格であり、人物評が好きであった。だが、陳祗を軽んじて不遜な態度をとったため、陳祗の圧力を受けて昇進できず、涪陵太守で死去したという。
延熙16年〜景耀元年（253年〜258年）にかけて姜維が幾度も北伐を敢行すると、譙周（陳寿の師）は、民衆が疲弊するのを憂えて『仇国論』を書き上げ、その中で姜維を批判した。この『仇国論』は、譙周と陳祗の論戦を元に作られている。陳祇と姜維は政治的には競合関係であったが、北伐に関しては協調する態度を取っていた。しかし、前任者たちと異なり、陳祇は軍事の実務経験がなく、姜維は行政の実務経験がなかったことから、諸葛亮のように行政と軍事を統括する政策が取れず北伐の不振の一因となったとする指摘もある。
景耀元年8月丙子（258年9月28日）に没した。陳祗の死後、後ろ盾を失った姜維は北伐を一旦中断せざるを得なくなった。
劉禅は陳祗の死を悲しみ、言葉を発する度に涙を流した。ありし日の陳祗の働きを激賞する詔勅が残されており、かつ美しい諡として「忠侯」を与えたと記されている。劉禅は長子の陳粲に関内侯を与え、次子の陳裕を黄門侍郎に任命した。その後、西晋時代に陳裕は羅憲の推挙により仕官している。
小説『三国志演義』には登場せず、譙周が『仇国論』をしたためる場面でも陳祗の名は見当たらない。

## 評価
陳祗は董允と異なり、劉禅に諫言することもなく、また宦官の黄皓が国政に関与することを容認したとして否定的な評価を受けている。蜀志を著述した蜀の旧臣の陳寿は、「劉禅が亡き董允を事追うごとに疎ましく思うようになった一因は、陳祗と黄皓にあった」と評し、また「陳祗の政治は帝にへつらい、宦官におもねるものであった」という評価を下している。
ただ、後主伝によると、黄皓がはじめて政治的な権限を手中にしたのは、陳祗の死後である景耀元年（258年）からだとある。